# 丰泰基亚里
丰泰基亚里（義大利語：Fontechiari），是意大利弗罗西诺内省的一个市镇。总面积16.22平方公里，人口1327人，人口密度81.8人/平方公里（2009年）。ISTAT代码为060037。